# Список вулиць Києва (М)
Це список вулиць міста Києва, назви яких починаються на літеру М.
До списку входять усі урбаноніми Києва, що містяться в офіційному довіднику «Вулиці міста Києва», затвердженому 2015 року, а також у міській інформаційно-аналітичній системі забезпечення містобудівної діяльності (МІАС ЗМД) «Містобудівний кадастр Києва», довіднику «Вулиці Києва» 1995 року та атласі «Київ до кожного будинку». Назви вулиць, які відсутні в офіційному довіднику, подані курсивом. Проєктні вулиці, що мають код у кадастрі, але не мають назв, у списку не наведені.
У списку вулиці подані за алфавітом. Назви вулиць на честь людей відсортовані за прізвищем (якщо прізвище відсутнє — за іменем) і подаються у форматі Прізвище Ім'я і/або Посада. Якщо вулиця названа за цілісним псевдонімом, то сортування відбувається за першою літерою псевдоніма або імені, тобто Бориса Тена подано на літеру Б, Ганни Барвінок — на Г, Дзиґи Вертова — на Д, Івана Багряного — на І, Кузьми Скрябіна — на К, Лесі Українки — на Л, Марка Вовчка, Марка Черемшини, Миколи Хвильового і Мирослава Ірчана — на М, Олени Пчілки і Остапа Вишні — на О, Панаса Мирного — на П, Юрія Клена — на Ю, Якуба Коласа, Яна Райніса, Янки Купали і Януша Корчака — на Я. Вулиці, що мають, окрім назви, порядковий номер, відсортовані за власною назвою, наприклад 2-й Левадний провулок на літеру Л. Вулиця Радгосп «Совки» розміщена на літеру С, вулиця Міста Шалетт — на літеру Ш. Назви вулиць, що починаються на число (окрім вулиць, зазначених вище), записані словами і подані на відповідну літеру (Восьмого Березня, Першого Травня тощо).
Вулиці з назвами «Садова» (в тому числі «номерні») і лінії виділені в окремі списки.
Станом на 1 січня 2023 року в Києві 2833 урбаноніми, з них:
| - 2059 вулиць; - 533 провулки; - 77 ліній; - 59 площ і майданів; | - 32 проспекти; - 22 бульвари; - 15 узвозів; | - 12 проїздів; - 11 шосе; - 5 доріг; | - 3 алеї; - 3 набережних; - 2 тупики. |

Колір фону у списку залежить від типу урбаноніма.
Після списку існуючих вулиць наведено список зниклих вулиць (вулиць, які були ліквідовані або включені до інших вулиць протягом XX—XXI століть), а також список попередніх назв вулиць, починаючи з 1800 року. Назви перейменованих вулиць, що починаються на число (окрім вулиць, зазначених вище), записані словами і подані на відповідну літеру (Третього Інтернаціоналу, Дев'ятого Січня, Дванадцятого Грудня, Двадцять П'ятого Жовтня, Сорокаріччя Жовтня, П'ятдесятиріччя Жовтня, Шістдесятиріччя Жовтня тощо).

## Вулиці міста Києва
| Назва                 | Тип   | Колишні назви                                             | Район                                   | Місцевість                 | Рік затв.         | Код об'єкта |
| --------------------- | ----- | --------------------------------------------------------- | --------------------------------------- | -------------------------- | ----------------- | ----------- |
| Магістральна          | вул.  | Воскресенська                                             | Шевченківський                          | Дехтярі, Нивки             | 1955              | 10977       |
| Мазепи Івана          | вул.  | Велика Микільська, Микільська, Січневого повстання        | Печерський                              | Печерськ                   | 2007              | 10980       |
| Майбороди Платона     | вул.  | Безіменна + Відрадна, Мануїльського                       | Шевченківський                          | Лук'янівка                 | 2008              | 10981       |
| Макаренка             | вул.  | Нова 619-та                                               | Дніпровський                            | ДВРЗ                       | 1953              | 10985       |
| Макаренка             | пров. | Нова 618-та вул.                                          | Дніпровський                            | ДВРЗ                       | 1953              | 10987       |
| Макарівська           | вул.  |                                                           | Шевченківський                          | Реп'яхів яр                | 1869              | 10988       |
| Макіївська            | вул.  | Нова 891-ша, Агрегатна (част.)                            | Оболонський                             | Пріорка                    | 1953              | 10989       |
| Макіївський           | пров. | Нова 891-ша вул.                                          | Оболонський                             | Пріорка                    | 1953              | 10990       |
| Маккейна Джона        | вул.  | Боєнський пров., Боєнська, Кудрі Івана                    | Печерський                              | Саперне поле               | 2019              | 10829       |
| Максименка Федора     | вул.  | Гоголівська (5-та), Червонофлотська                       | Оболонський                             | Пуща-Водиця                | 2016              | 11856       |
| Максимовича           | вул.  |                                                           | Святошинський                           | Катеринівка                | 1961              | 12139       |
| Максимовича Михайла   | вул.  | Жулянська, Коротка, Трутенка Онуфрія                      | Голосіївський, Солом'янський            | Голосіїв                   | 2016              | 11710       |
| Макуха Василя         | вул.  | Нова, Шевцова Івана                                       | Шевченківський                          | Шулявка                    | 2019              | 11889       |
| Мала Житомирська      | вул.  | Навізна, Житомирська (част.), Мала Житомирська, Постишева | Шевченківський                          | Старий Київ                | 1990              | 10991       |
| Малакових Братів      | вул.  | Нова, Житкова Бориса                                      | Шевченківський                          | Сирець                     | 2022              | 10525       |
| Маланюка Євгена       | вул.  | Сагайдачного, Чаадаєва, Сагайдака Степана                 | Дніпровський                            | Микільська слобідка        | 2016              | 11479       |
| Мала Шияновська       | вул.  | Малошиянівська, Немировича-Данченка                       | Печерський                              | Печерськ                   | 2023              | 11139       |
| Малевича Казимира     | вул.  | Бульйонська + Заводська, Боженка                          | Голосіївський                           | Нова Забудова              | 2012              | 10992       |
| Малинівська           | вул.  |                                                           | Дніпровський                            | Воскресенські сади         |                   | 12750       |
| Малинова              | вул.  |                                                           | Подільський                             | Нивки                      |                   | 12019       |
| Малинова              | вул.  |                                                           | Солом'янський                           | Жуляни                     | 2015              | 12018       |
| Малинська             | вул.  | Нова 391-ша                                               | Святошинський                           | Новобіличі                 | 1944              | 10994       |
| Малинський            | пров. |                                                           | Святошинський                           | Новобіличі                 | 1950-ті           | 10995       |
| Малишка Андрія        | вул.  | Нова 242-га, Вищедубечанська                              | Дніпровський                            | Північно-Броварський масив | 1971              | 10996       |
| Малокитаївська        | вул.  |                                                           | Голосіївський                           | Деміївка, Цимбалів яр      | 2-га пол. XIX ст. | 10998       |
| Малокитаївський       | пров. |                                                           | Голосіївський                           | Деміївка                   | 2-га пол. XIX ст. | 10999       |
| Маломарганецький      | пров. |                                                           | Дніпровський                            | ДВРЗ                       | 1957              | 11000       |
| Малопідвальна         | вул.  |                                                           | Шевченківський                          | Старий Київ                | 1830-ті           | 11001       |
| Малосадова            | вул.  |                                                           | Святошинський                           | Берковець                  |                   | 12020       |
| Мальовнича            | вул.  | Польова                                                   | Святошинський                           | Біличі                     | 1966              | 11002       |
| Мальовничий           | пров. |                                                           | Святошинський                           | Біличі                     | 1-ша пол. XX ст.  | 11003       |
| Марганецька           | вул.  | Нова 616-та                                               | Дніпровський                            | ДВРЗ                       | 1953              | 11005       |
| Марганецький          | пров. | Нова вул.                                                 | Дніпровський                            | ДВРЗ                       | 1957              | 11006       |
| Маричанська           | вул.  | Нова 767-ма, Підводників, Бубнова Андрія                  | Голосіївський                           | Голосіїв                   | 2015              | 10159       |
| Марка Вовчка          | вул.  | Кожевенний пров., Шкіряний пров.                          | Оболонський                             | Куренівка                  | 1955              | 11007       |
| Марка Черемшини       | вул.  |                                                           | Дніпровський                            | Воскресенка                | 1955              | 11008       |
| Марченка Валерія      | площа | Інтернаціональна                                          | Подільський, Шевченківський             | Нивки                      | 2017              | 10618       |
| Маршака Йосипа        | вул.  | Лермонтовська, Маршака                                    | Святошинський                           | Біличі                     | 2022              | 11013       |
| Мар'яненка Івана      | пров. | Чекістів (част.)                                          | Печерський                              | Клов                       | 1963              | 11018       |
| Маслівка              | вул.  |                                                           | Дарницький                              | Осокорки                   | 1-ша пол. XX ст.  | 11019       |
| Маслюченко Варвари    | вул.  | Жданова                                                   | Дарницький                              | Бортничі                   | 2016              | 10519       |
| Матеюка Миколи        | вул.  | Поліграфічний пров.                                       | Деснянський                             | Лісовий масив              | 1969              | 11020       |
| Матикіна Генерала     | вул.  | Нова                                                      | Голосіївський                           | Конча-Заспа                | 1989              | 11021       |
| Матросова             | вул.  |                                                           | Деснянський                             | Троєщина                   |                   | 11022       |
| Матуляка Геннадія     | вул.  | Завулок № 8, Авдєєнка Генерала                            | Святошинський                           | Перемога                   | 2022              | 10001       |
| Матущака Юрія         | пров. | Чеховський, Радищева                                      | Солом'янський                           | Грушки                     | 2022              | 11406       |
| Матюшенка Бориса      | вул.  | Проектна 12981                                            | Голосіївський                           | Віта-Литовська             | 2017              | 12981       |
| Махова Олександра     | вул.  | Часова, Нова, Жолудєва                                    | Святошинський                           | Південна Борщагівка        | 2022              | 10534       |
| Мацієвича Левка       | вул.  | Нова 27-ма, Соціалістична                                 | Солом'янський                           | Чоколівка                  | 2017              | 11588       |
| Машиністівська        | вул.  |                                                           | Дніпровський                            | ДВРЗ                       | 1-ша пол. XX ст.  | 11024       |
| Машинобудівна         | вул.  | Дачна 5-та, Машинобудівельна, Гонгадзе Георгія            | Солом'янський                           | Грушки                     | 2007              | 11025       |
| Машинобудівний        | пров. | Нова 864-та вул.                                          | Солом'янський                           | Грушки                     | 1955              | 11026       |
| Маяковського          | вул.  |                                                           | Деснянський                             | Троєщина                   |                   | 11027       |
| Медвинська            | вул.  | Нова 483-тя                                               | Солом'янський                           | Монтажник                  | 1955              | 11029       |
| Медична               | вул.  |                                                           | Солом'янський                           | Жуляни                     |                   | 11030       |
| Медова                | вул.  |                                                           | Солом'янський                           | Чоколівка                  | 1959              | 11031       |
| Медоносна             | вул.  | Свердлова                                                 | Дарницький                              | Бортничі                   | 2015              | 11507       |
| Межигірська           | вул.  | Костянтинівська, Переця                                   | Подільський                             | Поділ                      | 1944              | 11032       |
| Межова                | вул.  | Пільнянський шлях + Нова 76-та + Нова 219-та              | Подільський                             | Вітряні гори               | 1944              | 11033       |
| Межовий               | пров. | Нова 227-ма + Червонопільська                             | Подільський                             | Вітряні гори               | 1957              | 11034       |
| Меїр Ґолди            | вул.  | Нова 870-та, Краснодарська                                | Шевченківський                          | Дехтярі, Нивки             | 2022              | 10799       |
| Мейса Джеймса         | вул.  | Колективізації                                            | Солом'янський                           | Чоколівка                  | 2016              | 10720       |
| Мейтуса Композитора   | вул.  | Нова 1                                                    | Голосіївський                           | Теремки-2                  | 1999              | 11035       |
| Меленського Андрія    | вул.  | Проектна 12999 + Лазурний пров.                           | Голосіївський                           | Віта-Литовська             | 2017              | 12999       |
| Меліоративна          | вул.  |                                                           | Деснянський                             | Куликове                   | 1957              | 11036       |
| Мелітопольська        | вул.  | Нова 777-ма, Байкальська                                  | Голосіївський                           | Саперна слобідка           | 2022              | 10047       |
| Мельника Андрія       | вул.  | Дачна 6-та, Ізмаїльська, Ленінградська, Тупікова Генерала | Солом'янський                           | Караваєві дачі             | 2023              | 11718       |
| Мельниченка           | вул.  |                                                           | Святошинський                           | Жовтневе                   | сер. XX ст.       | 11038       |
| Менделєєва            | вул.  | Нова                                                      | Печерський                              | Чорна гора                 | 1955              | 11039       |
| Металістів            | пров. | Петровський                                               | Солом'янський                           | Караваєві дачі             | 1955              | 12022       |
| Метробудівська        | вул.  | Нова                                                      | Солом'янський                           | Відрадний                  | 1958              | 11041       |
| Метрологічна          | вул.  | Нова 349-та, Хотівська, Хотівське шосе                    | Голосіївський                           | Феофанія                   | 1968              | 11042       |
| Мефодіївський         | пров. | Ольгинський 2-й                                           | Шевченківський                          | Шулявка                    | 1955              | 11043       |
| Мечнікова             | вул.  | Собача тропа, Кловський бул.                              | Печерський                              | Клов                       | 1938              | 11045       |
| Микешина              | вул.  | Гоголівська (4-та)                                        | Дніпровський                            | Стара Дарниця              | 1955              | 11046       |
| Микитенка Івана       | вул.  | Погребська                                                | Дніпровський                            | Воскресенка                | 1964              | 11047       |
| Микільський           | пров. | Микільський, Січневий, Микильський                        | Печерський                              | Печерськ                   | 2018              | 11548       |
| Микільсько-Ботанічна  | вул.  | Микільська, Ботанічна, Микільсько-Ботанічна, Ботанічна    | Голосіївський                           | Паньківщина                | 1944              | 11048       |
| Микільсько-Слобідська | вул.  |                                                           | Дніпровський                            | Микільська слобідка        | 1978              | 11049       |
| Микільсько-Хутірська  | вул.  | Мічуріна                                                  | Оболонський                             | Микільський хутір          | 2022              | 12025       |
| Миклухи-Маклая Миколи | вул.  | Ольгинська (2-га), Дежнєва                                | Солом'янський                           | Монтажник                  | 2022              | 10415       |
| Миколайчука Івана     | вул.  | Серафимовича                                              | Дніпровський                            | Березняки                  | 2016              | 11526       |
| Миколи Хвильового     | вул.  | Проектна 3                                                | Дарницький                              | Рембаза                    | 2012              | 11792       |
| Милославська          | вул.  | Нова                                                      | Деснянський                             | Вигурівщина-Троєщина       | 1989              | 11050       |
| Милославський         | пров. | Проєктний 13115                                           | Деснянський                             | Вигурівщина-Троєщина       | 2020              | 13115       |
| Мильний               | пров. | Йорданський                                               | Подільський                             | Поділ                      | поч. XX ст.       | 11051       |
| Миргородська          | вул.  | Нова 423-тя + Нова 455-та + Нова 459-та, Кисловодська     | Деснянський                             | Биківня                    | 2022              | 10680       |
| Мирна                 | вул.  |                                                           | Шевченківський                          | Глибочиця, Щекавиця        |                   | 12023       |
| Миронівська           | вул.  | Нова 429-та, Замкнута                                     | Солом'янський                           | Новокараваєві дачі         | 1955              | 11053       |
| Миропільська          | вул.  | Нова, Миропільська, Комсомольська                         | Деснянський, Дніпровський               | Північно-Броварський масив | 1993              | 11054       |
| Мирослава Ірчана      | вул.  | Завулок № 1                                               | Святошинський                           | Перемога                   | 1968              | 10622       |
| Миру                  | вул.  |                                                           | Деснянський                             | Троєщина                   |                   | 11055       |
| Миру                  | вул.  |                                                           | Святошинський                           | Михайлівська Борщагівка    | 1-ша пол. XX ст.  | 11056       |
| Миру                  | пров. |                                                           | Святошинський                           | Михайлівська Борщагівка    | 1-ша пол. XX ст.  | 11057       |
| Миру                  | пр-т  | 3-го Інтернаціоналу вул., Дружби народів вул.             | Дніпровський                            | Соцмісто                   | 1961              | 11058       |
| Мисливська            | вул.  | Мисливська, Охотська                                      | Голосіївський                           | Корчувате                  | 2018              | 11225       |
| Мисливська            | вул.  |                                                           | Дарницький                              | Нижні сади                 |                   | 12145       |
| Мисливський           | пров. | Охотський                                                 | Голосіївський                           | Корчувате                  | 2018              | 11226       |
| Мистецька             | вул.  | Нова 760-та, Пролетарський пров.                          | Голосіївський                           | Ширма                      | 1958              | 11059       |
| Михайлівська          | вул.  | Паризької Комуни                                          | Шевченківський                          | Старий Київ                | 1990              | 11060       |
| Михайлівська          | площа | Михайлівська, Урядова, Радянська, Калініна                | Шевченківський                          | Старий Київ                | 1991              | 11061       |
| Михайлівський         | пров. | Прорізний, Михайлівський, Варлена                         | Шевченківський                          | Старий Київ                | 1944              | 11062       |
| Михальчука Костянтина | пров. | Радянський                                                | Солом'янський                           | Жуляни                     | 2018              | 12699       |
| Мишуги Олександра     | вул.  | Нова 1                                                    | Дарницький                              | Осокорки                   | 1993              | 11064       |
| Міжнародна            | вул.  | Миру                                                      | Святошинський                           | Жовтневе                   | 1965              | 11065       |
| Мілютенка             | вул.  | Нова                                                      | Деснянський                             | Лісовий масив              | 1966              | 11066       |
| Мініна                | вул.  |                                                           | Дніпровський                            | Соцмісто                   | 1955              | 11067       |
| Мінська               | вул.  | Нова 112-та, Косий пров.                                  | Подільський                             | Біличе поле                | 1955              | 11068       |
| Мінська               | площа |                                                           | Оболонський                             | Оболонь                    | 1982              | 11069       |
| Мінське               | шосе  |                                                           | Оболонський                             | Мінський масив             | 1970              | 11070       |
| Мінський              | пров. | Нова 124-та вул., Мала вул.                               | Подільський                             | Біличе поле                | 1955              | 11071       |
| Мірошниченко Євгенії  | вул.  | Нова «Б», Перовської Софії                                | Шевченківський                          | Шулявка                    | 2016              | 11264       |
| Міська                | вул.  | Городська                                                 | Оболонський, Подільський, Святошинський | Пуща-Водиця                | 1944              | 11073       |
| Місячна               | вул.  |                                                           | Солом'янський                           | Жуляни                     | 2015              | 12024       |
| Міхновського Миколи   | бул.  | Автострада, Дружби народів                                | Печерський, Голосіївський               | Звіринець, Чорна гора      | 2022              | 10484       |
| Міцкевича Адама       | вул.  | Здвизький пров.                                           | Солом'янський                           | Першотравневий масив       | 1961              | 11074       |
| Млинна                | вул.  | Воровського                                               | Дарницький                              | Бортничі                   | 2016              | 10282       |
| Млієвська             | вул.  | Нова 51-ша                                                | Подільський                             | Селище Шевченка            | 1944              | 11079       |
| Мови Василя           | вул.  | Нова 251-ша, Вільшанівська, Вільшанська 2-га, Орська      | Подільський                             | Селище Шевченка            | 2022              | 11210       |
| Мовчунівський         | пров. | Павленка                                                  | Святошинський                           | Біличі                     | 2021              | 11232       |
| Могилів-Подільський   | пров. | Нова 113-та вул., Зоряний, Бурденка                       | Подільський                             | Біличе поле                | 2022              | 10177       |
| Могильного Аттили     | вул.  | Проектна-13081                                            | Солом'янський                           |                            | 2018              | 13081       |
| Модзалевського Вадима | вул.  | Щорса                                                     | Деснянський                             | Троєщина                   | 2016              | 11925       |
| Мозолевського Бориса  | вул.  | Проектна-13085                                            | Голосіївський                           |                            | 2018              | 13085       |
| Мокра                 | вул.  | Мокра, Кудряшова                                          | Солом'янський                           | Солом'янка, Кучмин яр      | 2023              | 10832       |
| Молдовська            | вул.  | Нова 866-та, Молдавська                                   | Шевченківський                          | Шулявка                    | 2018              | 11081       |
| Молодіжна             | вул.  |                                                           | Солом'янський                           | Жуляни                     |                   | 11082       |
| Молодіжний            | пров. |                                                           | Деснянський                             | Селище Радистів            |                   | 12630       |
| Моложанська           | вул.  |                                                           | Деснянський                             | Троєщина                   |                   | 12611       |
| Молокова              | вул.  |                                                           | Солом'янський                           | Олександрівська слобідка   | 1938              | 12724       |
| Молочанська           | вул.  | Нова 235-та                                               | Дарницький                              | Червоний хутір             | 1953              | 11084       |
| Молочанський          | пров. | Нова 234-та вул.                                          | Дарницький                              | Червоний хутір             | 1953              | 11085       |
| Момота Генерала       | вул.  | Нова 765-та, Говорова, Говорова Маршала                   | Голосіївський                           | Ширма                      | 2022              | 10337       |
| Монастирського Дениса | вул.  | Суднобудівний пров., Сурикова                             | Солом'янський                           | Солом'янка                 | 2023              | 11639       |
| Монтажників           | вул.  | Нова 468-ма, Левицького, Нечуя-Левицького, Ямпільська     | Солом'янський                           | Монтажник                  | 1961              | 11086       |
| Морачевського Пилипа  | вул.  | Проектна-13085                                            | Голосіївський                           |                            | 2018              | 13091       |
| Моринецька            | вул.  | Нова 59-та                                                | Подільський                             | Селище Шевченка            | 1944              | 11087       |
| Моринецький           | пров. | Нова вул.                                                 | Подільський                             | Селище Шевченка            | 1955              | 11088       |
| Морських Піхотинців   | вул.  | Мічуріна                                                  | Солом'янський                           | Жуляни                     | 2022              | 11076       |
| Моршинський           | пров. | Нова 835-та вул., Кисловодський                           | Деснянський                             | Биківня                    | 2022              | 10681       |
| Москаленка Маршала    | вул.  |                                                           | Дарницький                              | Осокорки                   | 1998              | 11090       |
| Мостицька             | вул.  |                                                           | Подільський                             | Мостицький масив           | 1980-ті           | 11099       |
| Мостищанська          | вул.  | Мостищенська                                              | Деснянський                             | Куликове                   | 1957              | 11100       |
| Мостищанський         | пров. | Мостищенський                                             | Деснянський                             | Куликове                   | 1957              | 11101       |
| Мостова               | вул.  |                                                           | Дарницький                              | Бортничі                   |                   | 11102       |
| Мостова               | вул.  | Нова 163-тя                                               | Солом'янський                           | Совки                      | 1944              | 11103       |
| Мостовий              | пров. | Кірова 2-га вул.                                          | Солом'янський                           | Совки                      | 1955              | 11104       |
| Моторна               | вул.  | Нова 8-ма                                                 | Голосіївський                           | Багринова гора             | 1958              | 11105       |
| Моторний              | пров. |                                                           | Голосіївський                           | Багринова гора             | 1950-ті           | 11106       |
| Музейний              | пров. | Олександрівська вул. (част.), Музейний пр-д               | Печерський                              | Липки                      | 1950-ті           | 11107       |
| Музичанська           | вул.  |                                                           | Святошинський                           | Чайка                      | 2011              | 11108       |
| Мукачівська           | вул.  | Старозабарський пров. + Лугова                            | Оболонський                             | Пріорка                    | 1955              | 11109       |
| Мунаєва Іси           | вул.  | Проектна 13077                                            | Деснянський                             | Селище Радистів            | 2017              | 13077       |
| Мурашка Миколи        | вул.  | Нова, Шаргородська                                        | Шевченківський                          | Татарка                    | 1963              | 11110       |
| Муромська             | вул.  |                                                           | Деснянський                             | Троєщина                   |                   | 12613       |
| М'ятна                | вул.  |                                                           | Солом'янський                           | Жуляни                     | 2015              | 12026       |

## Зниклі вулиці
| Назва                  | Тип    | Район          | Місцевість             | Рік зникнення | Примітка |
| ---------------------- | ------ | -------------- | ---------------------- | ------------- | --- |
| Майданівська           | вул.   | Подільський    | с-ще Шевченка          | 1977          | |
| Майкопський            | проїзд | Московський    | Ширма                  | 1978          | |
| Маковського Володимира | вул.   | Дарницький     | Нові Позняки           | 1980-ті       | |
| Малинівська            | вул.   | Дніпровський   | Воскресенська слобідка | 1980-ті       | |
| Малинівський           | пров.  | Дніпровський   | Воскресенська слобідка |               | |
| Малоконоплянська       | вул.   | Подільський    | Пріорка                | 1978          | |
| Маломостицька          | вул.   | Подільський    | Пріорка                | 1990-ті       | |
| Малопіщаний            | пров.  | Жовтневий      | Шулявка                | 1977          | назва — з 1955 року |
| Маресьєва              | пров.  |                | Вигурівщина            | 1981          | |
| Марка Вовчка           | пров.  | Подільський    | Куренівка              | 1980-ті       | |
| Марка Черемшини        | пров.  | Дніпровський   | Воскресенська слобідка | 1978          | |
| Маркса Карла           | вул.   | Дарницький     | Кухмістерська слобідка | 1960-ті       | |
| Матвіївська            | вул.   |                | Труханів острів        | 1943          | |
| Машиністівський        | пров.  | Дніпровський   | с-ще ДВРЗ              | 1980-ті       | існує як безіменний проїзд |
| Меліоративна           | вул.   | Дніпровський   | Куликове               | 1980-ті       | назва з 1957 року |
| Меліоративний          | пров.  | Дніпровський   | Куликове               | 1980-ті       | назва з 1957 року |
| Мелітопольська         | вул.   | Подільський    |                        | 1971          | виникла як дорога до радгоспу «Поля зрошення», назва з 1958 року                                                              |
| Менделєєва             | пров.  | Печерський     | Чорна гора             | 1971          | |
| Метробудівський        | пров.  | Жовтневий      | Відрадний              | 1977          | назва — з 1958 року |
| Механічний             | пров.  | Жовтневий      | Караваєві дачі         | 1980-ті       | до 1953 року — 852-га Нова вулиця                                                                                             |
| Микешина               | пров.  |                | Стара Дарниця          |               | |
| Миклухо-Маклая         | вул.   |                | Село Шевченка          |               | |
| Миклухо-Маклая         | пров.  |                | Село Шевченка          |               | |
| Миргородська           | вул.   |                | Вітряні гори           |               | |
| Миргородський          | пров.  | Подільський    | Вітряні гори           | 1978          | до 1953 року — 185-та Нова вулиця.                                                                                            |
| Мисливська             | вул.   |                | с. Осокорки            |               | |
| Мисливський            | пров.  |                | с. Осокорки            |               | |
| Митрофанівський        | пров.  |                | Саперне поле           |               | |
| Міжгірний              | пров.  |                | Звіринець              |               | |
| Мінська                | пл.    | Мінський       | Оболонь                | 1981          | нині безіменна площа на перетині проспекту Степана Бандери та вулиць Новокостянтинівської і Олени Теліги. Назва — з 1975 року |
| Мостицька              | вул.   | Дарницький     | Куликове               | 1977          | |
| Мотоциклетна           | вул.   | Шевченківський | Лук'янівка             | 1977          | назва — з 1959 року |
| Мостицький             | пров.  | Подільський    | Пріорка                | 1981          | |
| Мохова                 | вул.   |                | Куликове               |               | назва — з 1980 року |
| Музичанська            | вул.   |                | Село Шевченка          |               | |
| Музичанський           | пров.  |                | Село Шевченка          |               | |
| Музичний               | пров.  |                | Старий Київ            | 1941          | |
| Мукачівський           | пров.  | Подільський    | Пріорка                |               | |
| Мусоргського           | вул.   | Московський    | Деміївка               | 1981          | |
| Мусоргського           | пров.  | Московський    | Деміївка               | 1981          | |

## Перейменовані вулиці
| Стара назва                                     | Нова назва                                 | Район                        | Дата перейменування | Сучасна назва                 |
| ----------------------------------------------- | ------------------------------------------ | ---------------------------- | ------------------- | ----------------------------- |
| Магістраль Осокорки—Троєщина                    | Григоренка Петра пр-т                      | Харківський                  | 1993                | Григоренка Петра пр-т         |
| Магнітогорська                                  | Гніздовського Якова                        | Деснянський                  | 2022                | Гніздовського Якова           |
| Магнітогорський пров.                           | Херсонський пров.                          | Деснянський                  | 2022                | Херсонський пров.             |
| Мазепи Івана (част.)                            | Лаврська                                   | Печерський                   | 2007                | Лаврська                      |
| Майкопська                                      | Гетьманська                                | Голосіївський                | 2022                | Гетьманська                   |
| Майкопський пров.                               | Старобільський пров.                       | Голосіївський                | 2022                | Старобільський пров.          |
| Майорова Михайла                                | Калнишевського Петра                       | Оболонський                  | 2016                | Калнишевського Петра          |
| Макаренка                                       | Квітки Климента                            | Деснянський                  | 2022                | Квітки Климента               |
| Макарівська                                     | Пугачова Омеляна                           | Молотовський                 | 1939                | Академіка Ромоданова          |
| Макарівська                                     | Пугачова                                   | Молотовський                 | 1944                | Академіка Ромоданова          |
| Маковського                                     | Маковського Володимира                     | Дарницький                   | 1974                | Маковського Володимира        |
| Максиміліянівська                               | Кмитів Яр                                  | Молотовський                 | 1944                | Кмитів Яр                     |
| Мала                                            | Червонопільський пров.                     | Подільський                  | 1955                | ліквідовано                   |
| Мала                                            | Мінський пров. (част.)                     | Подільський                  | 1955                | Мінський пров.                |
| Мала Васильківська                              | Борохова                                   |                              | 1926                | Руставелі Шота                |
| Мало-Васильківська                              | Руставелі Шота                             | Кагановичський, Ленінський   | 1944                | Руставелі Шота                |
| Малиновська                                     | Вільде Едуарда                             | Дарницький                   | 1965                | Вільде Едуарда                |
| Малиновського Маршала                           | Героїв полку «Азов»                        | Оболонський                  | 2022                | Героїв полку «Азов»           |
| Малинська (част.)                               | Гостомельське шосе                         | Ленінградський               | 1977                | Гостомельське шосе            |
| Матківщина                                      | Шепетівська                                | Жовтневий                    | 1952                | Шепетівська                   |
| Мало-Вишгородська                               | Скляренка Семена                           | Подільський                  | 1973                | Скляренка Семена              |
| Мало-Вільшанська                                | Шумова Василя                              | Печерський                   | 1964)               | ліквідовано                   |
| Мало-Житомирська                                | Постишева                                  | Печерський                   | 1963)               | Мала Житомирська              |
| Маложитомирський пров.                          | Тарасової Алли                             | Печерський                   | 1979)               | Тарасової Алли                |
| Мало-Залізнична                                 | Караваєва професора                        | Печерський                   | 1962)               | Караваєва Професора           |
| Малоземельна (Малоземельська)                   | Галика Алімпія                             | Дарницький                   | 2021                | Галика Алімпія                |
| Мало-Михайловський зав.                         | Арсенальний зав.                           | Кіровський                   | 1940                | Арсенальний пров.             |
| Мало-Михайлівський пров.                        | Арсенальний пров.                          | Печерський                   | 1944                | Арсенальний пров.             |
| Мало-Михайлівський пров.                        | Арсенальний пров.                          | Печерський                   | 1955)               | Арсенальний пров.             |
| Мало-Окружна                                    | Солом'янська (част.)                       | Залізничний                  | 1961)               | Солом'янська                  |
| Мало-Шиянівська                                 | Немірович-Данченко                         | Кіровський                   | 1940                | Мала Шияновська               |
| Мало-Шиянівська                                 | Немировича-Данченка                        | Печерський                   | 1944                | Мала Шияновська               |
| Мальський пров.                                 | Подільський пров.                          | Подільський                  | 1955                | Подільський пров.             |
| Маміна-Сибіряка                                 | Вічова                                     | Солом'янський                | 2022                | Вічова                        |
| Манастирська                                    | Яновського                                 | Кіровський                   | 1939                | ліквідовано                   |
| Мануїльського                                   | Майбороди Платона                          | Шевченківський               | 2008                | Майбороди Платона             |
| Мариїнська (Нова Дарниця)                       | Червоної Гвардії                           | Дарницький                   | 1938                | Вереснева                     |
| Мариїнська (Предмістна слобідка)                | Зарічна                                    | Дарницький                   | 1938                | ліквідовано                   |
| Марино-Благовіщенська (кол. Пятакова Леоніда)   | Саксаганського П. К. ім. народного артиста | Сталінський, Кагановичський  | 1937                | Саксаганського                |
| Марино-Благовіщенська                           | Саксаганського                             | Сталінський, Кагановичський  | 1944                | Саксаганського                |
| Маріїнська                                      | Василевської Ванди                         | Радянський                   | 1967                | Гаврилишина Богдана           |
| Маріїнська                                      | П'ятакова [Леоніда]                        | Дарницький                   | 1930-ті             | Вереснева                     |
| Маріїнський проїзд                              | Комсомольський пров.                       | Сталінський                  | 1944                | ліквідовано                   |
| Маріїнсько-Благовіщенська                       | Пятакова Леоніда                           |                              | 1919                | Саксаганського                |
| Маркса Карла                                    | Городецького Архітектора                   | Печерський                   | 1996                | Городецького Архітектора      |
| Маркса Карла                                    | Ґете Йоганна Вольфганга                    | Дарницький                   | 2022                | Ґете Йоганна Вольфганга       |
| Маркса Карла                                    | Курінного Олексія                          | Деснянський                  | 2022                | Курінного Олексія             |
| Маркса Карла                                    | Гуцульська                                 | Солом'янський                | 2022                | Гуцульська                    |
| Мартівська                                      | Фастівська                                 | Залізничний                  | 1944                | Фастівська                    |
| Мартівська                                      | Фастівська                                 | Залізничний                  | 1955                | Фастівська                    |
| Мартиросяна                                     | Берегового Сергія                          | Солом'янський                | 2022                | Берегового Сергія             |
| Маршака                                         | Маршака Йосипа                             | Святошинський                | 2022                | Маршака Йосипа                |
| Маршака пров.                                   | Комерційний пров.                          | Святошинський                | 2022                | Комерційний пров.             |
| Маршака 2-й пров.                               | Тарасевичів Сім'ї пров.                    | Святошинський                | 2022                | Тарасевичів Сім'ї пров.       |
| Маршака 3-й пров.                               | Ювелірний пров.                            | Святошинський                | 2022                | Ювелірний пров.               |
| Маршальська                                     | Севрук Галини                              | Печерський                   | 2023                | Севрук Галини                 |
| Матросова Олександра                            | Кульчицького Генерала                      | Печерський                   | 2022                | Кульчицького Генерала         |
| Матківщина                                      | Шепетівська                                | Жовтневий                    | 1952                | Шепетівська                   |
| Машиністівська                                  | Умільців                                   | Дарницький                   | 1958                | ліквідовано                   |
| Машиністівський пров.                           | Умільців пров.                             | Дарницький                   | 1958                | ліквідовано                   |
| Машинобудівна                                   | Гонгадзе Георгія                           | Солом'янський                | 2005                | Машинобудівна                 |
| Маяковського                                    | Неходи Івана                               | Жовтневий                    | 1965                | Скарбова                      |
| Маяковського                                    | Єсеніна Сергія                             | Жовтневий                    | 1965                | Скарбова                      |
| Маяковського                                    | Купріна                                    | Жовтневий                    | 1966                | Купріна                       |
| Маяковського                                    | Ольгинська                                 | Ленінський                   | 1984                | Ольгинська                    |
| Маяковського Володимира пр-т                    | Червоної Калини пр-т                       | Деснянський                  | 2022                | Червоної Калини пр-т          |
| Межигірська                                     | Переця                                     |                              | 1919                | Межигірська                   |
| Межигірська                                     | Переця                                     | 1920                         |                     | Межигірська                   |
| Межигірська (2-га)                              | Спартаківська                              | Жовтневий                    | 1955                | Спартаківська                 |
| Межигірський 2-й пров.                          | Брюсова                                    | Подільський                  | 1955                | Брюсова                       |
| Межигірський 3-й пров.                          | Брюсова пров.                              | Подільський                  | 1955                | ліквідовано                   |
| Межевий пров. (кол. Нова вул.)                  | Їжакевича Івана                            | Подільський                  | 1962                | Їжакевича Івана               |
| Межова                                          | Скіфська                                   | Солом'янський                | 2019                | Скіфська                      |
| Мельника                                        | Мельникова Ювеналія                        |                              | 1928                | Іллєнка Юрія                  |
| Мельника                                        | Дорогожицька                               | Молотовський                 | 1944                | Іллєнка Юрія                  |
| Мельникова                                      | Іллєнка Юрія                               | Шевченківський               | 2018                | Іллєнка Юрія                  |
| Менжинського                                    | Дмитрівська                                | Шевченківський, Радянський   | 1993                | Дмитрівська                   |
| Мерингівська                                    | Фердоусе                                   | Ленінський                   | 1937                | Заньковецької                 |
| Металістів                                      | Брайчевського Михайла                      | Солом'янський                | 2022                | Брайчевського Михайла         |
| Мефодіївська                                    | Кирило-Мефодіївська                        | Жовтневий                    | 1963                | Кирило-Мефодіївська           |
| Механізаторів                                   | Шаповала Генерала                          | Солом'янський                | 2018                | Шаповала Генерала             |
| Мечникова пров.                                 | Первомайського Леоніда                     | Печерський                   | 1974                | Первомайського Леоніда        |
| Микильський пров.                               | Микільський пров.                          | Печерський                   | 2018                | Микільський пров.             |
| Микільська                                      | Січневого повстання                        |                              | 1919                | Мазепи Івана                  |
| Микільська                                      | Січневого повстання                        | 1920                         |                     | Мазепи Івана                  |
| Микольська                                      | Січневого повстання                        | Печерський                   | 1944                | Мазепи Івана                  |
| Микільський зав.                                | Січневий зав.                              | Кіровський                   | 1940                | Микільський пров.             |
| Микільський пров.                               | Січневий пров.                             | Печерський                   | 1944                | Микільський пров.             |
| Микільсько-Борщагівська                         | Героїв Космосу                             | Ленінградський               | 1984                | Героїв Космосу                |
| Микільсько-Ботанічна                            | Ботанічна                                  | Сталінський                  | 1939                | Микільсько-Ботанічна          |
| Миколаївська                                    | Маркса                                     |                              | 1919                | Городецького Архітектора      |
| Миколаївська                                    | Маркса Карла                               | 1920                         |                     | Городецького Архітектора      |
| Миколаївська                                    | Маркса Карла                               | Ленінський                   | 1944                | Городецького Архітектора      |
| Миколаївська                                    | Молокова                                   | Кагановичський               | 1938                | Василя Барки                  |
| Миколаївська (Передмістна слобідка)             | Таращанська                                | Дарницький                   | 1938                | ліквідовано                   |
| Миколаївська пл.                                | Спартака пл.                               |                              | 1919                | Франка Івана пл.              |
| Миколаївська пл.                                | Спартака пл.                               | 1920                         |                     | Франка Івана пл.              |
| Миколаївський зав. (Передмістна слобідка)       | Таращанський зав.                          | Дарницький                   | 1938                | ліквідовано                   |
| Миколаївський узвіз                             | Бош Євгенії ім. узвіз                      |                              | 1928                | Дніпровський узвіз            |
| Мильчакова Олександра                           | Нестайка Всеволода                         | Дніпровський                 | 2016                | Нестайка Всеволода            |
| Миропільська (права сторона)                    | Братиславська                              | Дніпровський                 | 1969                | Братиславська                 |
| Миропільська (част.)                            | Навої Алішера просп.                       | Дніпровський                 | 1968                | Навої Алішера просп.          |
| Миропільська (част.)                            | Комсомольська                              | Дніпровський                 | 1977                | Миропільська                  |
| Миру                                            | Міжнародна                                 | Жовтневий                    | 1965                | Міжнародна                    |
| Миру просп. (част.)                             | Празька                                    | Дарницький                   | 1965                | Празька                       |
| Митрофанівська                                  | Ковпака                                    | Московський                  | 1968                | Ковпака                       |
| Михайліченко + Кловський 2-й зав.               | Чекистів                                   | Кіровський                   | 1938                | Орлика Пилипа                 |
| Михайличенка                                    | Чекистів                                   | Печерський                   | 1944                | Орлика Пилипа                 |
| Михайлівська                                    | Паризької комуни                           |                              | 1920-ті             | Михайлівська                  |
| Михайлівська                                    | Паризької комуни                           | Печерський                   | 1944                | Михайлівська                  |
| Михайлівська + Нова 205-та                      | Руднєва                                    | Дарницький                   | 1955                | Шевельова Юрія                |
| Михайлівська пл.                                | Урядова пл.                                | Кіровський                   | 1940                | Михайлівська пл.              |
| Михайлівський зав.                              | Варлена зав.                               | Ленінський                   | 1938                | Михайлівський пров.           |
| Михайловський пров. (част.)                     | Паторжинського                             | Ленінський                   | 1962                | Паторжинського                |
| Мишина Михайла                                  | Ідзиковських Сім'ї                         | Солом'янський                | 2016                | Ідзиковських Сім'ї            |
| Мишолівська                                     | Никопільська                               | Кагановичський               | 1952                | Нікопольська                  |
| Мишолівська                                     | Наддніпрянське шосе                        | Кагановичський               | 1952                | Наддніпрянське шосе           |
| Мишолівська                                     | Квітки-Основ'яненко                        | Кагановичський               | 1952                | Квітки-Основ'яненка           |
| Мишелівський (Мишоловський, Мишолівський) пров. | Керамічний пров.                           | Кагановичський               | 1938, 1944, 1952    | Керамічний пров.              |
| Мишолівський пров.                              | Ремісничий пров.                           | Кагановичський               | 1952                | Ремісничий пров.              |
| Мишолівський пров.                              | Квітки-Основ'яненко пров.                  | Кагановичський               | 1952                | Квітки-Основ'яненка пров.     |
| Міліцейський пров.                              | Кропивницького М. Л. ім.                   | Ленінський                   | 1958                | Кропивницького                |
| Мільйонна                                       | Панаса Мирного                             | Печерський                   | 1949                | Панаса Мирного                |
| Мільйонний пров.                                | Панаса Мирного пров.                       | Печерський                   | 1955                | Панаса Мирного пров.          |
| Мінський пр-т                                   | Литовський пр-т                            | Оболонський                  | 2022                | Литовський пр-т               |
| Мічуріна                                        | Ломаківська                                | Печерський                   | 2023                | Ломаківська                   |
| Мічуріна                                        | Микільсько-Хутірська                       | Оболонський                  | 2022                | Микільсько-Хутірська          |
| Мічуріна                                        | Морських Піхотинців                        | Солом'янський                | 2022                | Морських Піхотинців           |
| Мічуріна                                        | Ягеллонська                                | Деснянський                  | 2022                | Ягеллонська                   |
| Мічуріна пров.                                  | Болсуновський пров.                        | Печерський                   | 2023                | Болсуновський                 |
| Могили Петра                                    | Копиленка Олександра                       | Подільський                  | 1960                | Копиленка Олександра          |
| Можайська                                       | Житецьких Сім'ї                            | Солом'янський                | 2022                | Житецьких Сім'ї               |
| Мозирська + Осиповського                        | Осиповського                               | Подільський                  | 1961                | Байди-Вишневецького           |
| Мокра (част.)                                   | Мокрий пров.                               | Залізничний                  | 1944                | Проценко Людмили              |
| Мокра (част.)                                   | Крутий пров.                               | Залізничний                  | 1955                | Проценко Людмили              |
| Мокра (част.)                                   | Кудряшова                                  | Залізничний                  | 1955                | Мокра                         |
| Мокра (част.)                                   | Єрмака пров.                               | Залізничний                  | 1955                | ліквідовано                   |
| Мокра (част.)                                   | Старобільська                              | Кагановичський               | 1955                | ліквідовано                   |
| Молдавська                                      | Молдовська                                 | Шевченківський               | 2018                | Молдовська                    |
| Молдавський пров.                               | Вересая Остапа                             | Дарницький                   | 1961                | Вересая Остапа                |
| Молодіжна                                       | Юнкерова Миколи                            | Подільський                  | 1984                | Юнкерова Миколи               |
| Молодогвардійська                               | Сікевича Володимира                        | Солом'янський                | 2021                | Сікевича Володимира           |
| Молокова                                        | Горовиця Олександра                        | Залізничний                  | 1977                | Василя Барки                  |
| Монастирська                                    | Кінцева                                    | Залізничний                  | 1955                | Кінцева                       |
| Монастирська                                    | Пимоненка Миколи                           | Шевченківський               | 1959                | Пимоненка Миколи              |
| Морозова Павлика                                | Оппокова Академіка                         | Оболонський                  | 2017                | Оппокова Академіка            |
| Москвіна                                        | Фірцака Івана                              | Голосіївський                | 2023                | Фірцака Івана                 |
| Москвіна пров.                                  | Фірцака Івана пров.                        | Голосіївський                | 2023                | Фірцака Івана пров.           |
| Москворецька                                    | Збруцька                                   | Святошинський                | 2022                | Збруцька                      |
| Московська                                      | Арсенала ім.                               |                              | 1922                | Острозьких Князів             |
| Московська                                      | Острозьких Князів                          | Печерський                   | 2022                | Острозьких Князів             |
| Московська                                      | Гайдай Зої                                 | Жовтневий                    | 1965                | Збруцька                      |
| Московська                                      | Москворецька                               | Жовтневий                    | 1965                | Збруцька                      |
| Московська                                      | Гуляницького Григорія                      | Голосіївський, Солом'янський | 2021                | Гуляницького Григорія         |
| Московська пл.                                  | Деміївська пл.                             | Голосіївський                | 2016                | Деміївська пл                 |
| Московський пр-т                                | Бандери Степана пр-т                       | Оболонський, Подільський     | 2016                | Бандери Степана пр-т          |
| Мостова                                         | Кронштадтська                              | Дарницький                   | 1955                | Рибака Володимира             |
| Мстиславська                                    | Островського Миколи                        | Залізничний                  | 1938                | Скрипника Мстислава Патріарха |
| Мстиславська                                    | Островського                               | Залізничний                  | 1944                | Скрипника Мстислава Патріарха |
| Мстиславський пров.                             | Островського Миколи пров.                  | Залізничний                  | 1938                | Хомова Ярослава пров.         |
| Мстиславський пров.                             | Островського Миколи пров.                  | Залізничний                  | 1944                | Хомова Ярослава пров.         |
| Мстиславський узвіз                             | Врубелівський узвіз                        | Молотовський                 | 1944                | Врубелівський узвіз           |
| Мурманська                                      | Кухаря Академіка                           | Деснянський                  | 2022                | Кухаря Академіка              |
| Муромська                                       | Жаботинського Володимира                   | Шевченківський               | 2022                | Жаботинського Володимира      |
|                                                 |                                            |                              |                     |                               |
| Московський                                     | Лі Павла                                   | Солом'янський                | 2022                | Лі Павла                      |